# Celiphlebia
Celiphlebia is een geslacht van haften (Ephemeroptera) uit de familie Leptophlebiidae.

## Soorten
Het geslacht Celiphlebia omvat de volgende soorten:
- Celiphlebia caledonae
- Celiphlebia starmuehlneri